# Majadas
Majadas, conosciuto anche come Majadas de Tiétar, è un comune spagnolo di 1 336 abitanti situato nella comunità autonoma dell'Estremadura.